# Kobayashi Takayuki
Kobayashi Takayuki (小林 鷹之 (Tiều Lâm Ưng Chi)  sinh ngày 29 tháng 11 năm 1974) là chính khách người Nhật Bản. Ông từng làm việc trong Nội các Kishida lần 1 và 2 với cương vị Bộ trưởng Nội các Đặc trách về An ninh Kinh tế từ năm 2021 đến năm 2022.